# 北高来郡

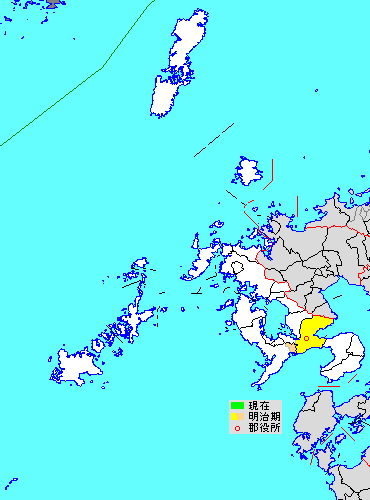
長崎県北高来郡の位置（薄黄：後に他郡に編入された区域）

北高来郡（きたたかきぐん）は、長崎県にあった郡である。
長崎県内では、略して北高（ほっこう）とも呼んだ。

## 郡域
1878年（明治11年）に行政区画として発足した当時の郡域は、下記の区域にあたる。
- 長崎市の一部（牧島町、戸石町、上戸石町、船石町、中里町、古賀町、鶴の尾町、松原町以東およびかき道の一部）
- 諫早市の大部分（多良見町各町を除く）

## 歴史

### 郡発足までの沿革
- 「旧高旧領取調帳」に記載されている明治初年時点での、高来郡のうち後の本郡域の支配は以下の通り。（1町35村）

| 知行         | 知行                 | 村数     | 村名 |
| ------------ | -------------------- | -------- | --- |
| 藩領         | 肥前佐賀藩           | 1町 34村 | 船越村、諌早市中、小川村、栗面村、小野村、宗方村、長野村、川内町村、小野島村、森山村、井牟田村、有喜村、唐比村、江ノ浦村、田結村、戸石村、栄田村、貝津村、真崎村、久山村、下本明村、中本明村、大渡野村、福田村、東長田村、西長田村、深海村、藤田尾村、小江村、犬木村、湯江村、宇良村、長里村、小川原浦村、井崎村 |
| 幕府領・藩領 | 長崎奉行・肥前大村藩 | 1村      | 古賀村 |

- 慶応4年
  - 2月2日（1868年2月24日） - 幕府領が長崎裁判所の管轄となる。
  - 5月4日（1868年6月23日） - 長崎裁判所の管轄地域が長崎府の管轄となる。
- 明治2年6月20日（1869年7月28日） - 長崎府の管轄地域が長崎県の管轄となる。
- 明治4年
  - 7月14日（1871年8月29日） - 廃藩置県により、藩領が佐賀県、大村県の管轄となる。
  - 11月14日（1871年12月25日） - 第1次府県統合により、全域が長崎県の管轄となる[注 4]。
- 明治初年 - 諫早市中が分割して東町・西町・岡町・諫早津となる。（4町35村）
- 明治7年（1884年） - このころ船越村が改称して諫早村となる[注 5]。

### 郡発足以降の沿革
- 明治11年（1878年）
  - 10月28日 - 郡区町村編制法の長崎県での施行により、高来郡のうち諫早村ほかの区域に行政区画としての北高来郡が発足。郡役所が諫早村に設置。
  - 東町・西町・岡町・諫早津が合併して諫早町となる。（1町35村）

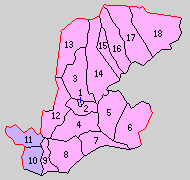
1.諫早町 2.諫早村 3.北諫早村 4.小栗村 5.小野村 6.森山村 7.有喜村 8.江ノ浦村 9.田結村 10.戸石村 11.古賀村 12.真津山村 13.本野村 14.長田村 15.深海村 16.小江村 17.湯江村 18.小長井村（紫：長崎市 桃：諫早市）

- 明治22年（1889年）4月1日 - 町村制の施行により、以下の町村が発足。［ ］は合併した村。特記以外は全域が現・諫早市。（1町17村）
  - 諫早町、諫早村、北諫早村［下本明村・福田村・栄田村］、小栗村［小川村・栗面村・江ノ浦村の一部］、小野村［小野村・小野島村・川内町村・宗方村・長野村］、森山村［森山村・井牟田村・唐比村］、有喜村、江ノ浦村［江ノ浦村の大部分］、田結村
  - 戸石村、古賀村（現・長崎市）
  - 真津山村［久山村・貝津村・真崎村］、本野村［中本明村・大渡野村］、長田村［東長田村・西長田村］、深海村［深海村・藤田尾村］、小江村［犬木村・小江村］、湯江村［湯江村・宇良村］、小長井村［長里村・井崎村・小川原浦村］
- 明治30年（1897年）4月1日 - 郡制を施行。
- 大正12年（1923年）4月1日
  - 郡会が廃止。郡役所は存続。
  - 諫早町・北諫早村・諫早村が合併し、改めて諫早町が発足。（1町15村）
- 大正15年（1926年）7月1日 - 郡役所が廃止。以降は地域区分名称となる。
- 昭和15年（1940年）
  - 9月1日 - 諫早町・小栗村・小野村・有喜村・真津山村・本野村・長田村が合併して諫早市が発足し、郡より離脱。（9村）
  - 11月3日 - 湯江村が町制施行して湯江町となる。（1町8村）
- 昭和30年（1955年）2月11日（1町5村）
  - 古賀村・戸石村が西彼杵郡矢上村と合併して西彼杵郡東長崎町が発足し、郡より離脱。
  - 江ノ浦村・田結村が合併して飯盛村が発足。
- 昭和31年（1956年）9月20日 - 深海村・小江村・湯江町が合併して高来町が発足。（1町3村）
- 昭和40年（1965年）4月1日 - 飯盛村が町制施行して飯盛町となる。（2町2村）
- 昭和41年（1966年）11月1日 - 小長井村が町制施行して小長井町となる。（3町1村）
- 昭和44年（1969年）4月1日 - 森山村が町制施行して森山町となる。（4町）
- 平成17年（2005年）3月1日 - 森山町・飯盛町・高来町・小長井町が諫早市・西彼杵郡多良見町と合併し、改めて諫早市が発足。同日北高来郡消滅。

### 変遷表
| 明治22年以前                           | 明治22年4月1日 | 明治22年 - 大正15年   | 昭和1年 - 昭和19年          | 昭和20年 - 昭和34年                     | 昭和35年 - 昭和64年           | 平成1年 - 現在        | 現在   |
| -------------------------------------- | -------------- | --------------------- | --------------------------- | --------------------------------------- | ----------------------------- | --------------------- | ------ |
| 諫早町                                 | 諫早町         | 大正12年4月1日 諫早町 | 昭和15年9月1日 諫早市       | 諫早市                                  | 諫早市                        | 平成17年3月1日 諫早市 | 諫早市 |
| 諫早村                                 | 諫早村         | 大正12年4月1日 諫早町 | 昭和15年9月1日 諫早市       | 諫早市                                  | 諫早市                        | 平成17年3月1日 諫早市 | 諫早市 |
| 栄田村 下本明村 福田村                 | 北諫早村       | 大正12年4月1日 諫早町 | 昭和15年9月1日 諫早市       | 諫早市                                  | 諫早市                        | 平成17年3月1日 諫早市 | 諫早市 |
| 小川村 栗面村                          | 小栗村         | 小栗村                | 昭和15年9月1日 諫早市       | 諫早市                                  | 諫早市                        | 平成17年3月1日 諫早市 | 諫早市 |
| 中本明村 大渡野村                      | 本野村         | 本野村                | 昭和15年9月1日 諫早市       | 諫早市                                  | 諫早市                        | 平成17年3月1日 諫早市 | 諫早市 |
| 真崎村 貝津村 久山村                   | 真津山村       | 真津山村              | 昭和15年9月1日 諫早市       | 諫早市                                  | 諫早市                        | 平成17年3月1日 諫早市 | 諫早市 |
| 有喜村                                 | 有喜村         | 有喜村                | 昭和15年9月1日 諫早市       | 諫早市                                  | 諫早市                        | 平成17年3月1日 諫早市 | 諫早市 |
| 小野村 小野島村 河内町村 宗方村 長野村 | 小野村         | 小野村                | 昭和15年9月1日 諫早市       | 諫早市                                  | 諫早市                        | 平成17年3月1日 諫早市 | 諫早市 |
| 東長田村 西長田村                      | 長田村         | 長田村                | 昭和15年9月1日 諫早市       | 諫早市                                  | 諫早市                        | 平成17年3月1日 諫早市 | 諫早市 |
| 田結村                                 | 田結村         | 田結村                | 田結村                      | 昭和30年2月11日 飯盛村                  | 昭和40年4月1日 町制 飯盛町    | 平成17年3月1日 諫早市 | 諫早市 |
| 江ノ浦村                               | 江ノ浦村       | 江ノ浦村              | 江ノ浦村                    | 昭和30年2月11日 飯盛村                  | 昭和40年4月1日 町制 飯盛町    | 平成17年3月1日 諫早市 | 諫早市 |
| 森山村 井牟田村 唐比村                 | 森山村         | 森山村                | 森山村                      | 森山村                                  | 昭和44年4月1日 町制 森山町    | 平成17年3月1日 諫早市 | 諫早市 |
| 宇良村 湯江村                          | 湯江村         | 湯江村                | 昭和15年11月3日 町制 湯江町 | 昭和31年9月20日 高来町                  | 高来町                        | 平成17年3月1日 諫早市 | 諫早市 |
| 犬木村 小江村                          | 小江村         | 小江村                | 小江村                      | 昭和31年9月20日 高来町                  | 高来町                        | 平成17年3月1日 諫早市 | 諫早市 |
| 深海村 藤田尾村                        | 深海村         | 深海村                | 深海村                      | 昭和31年9月20日 高来町                  | 高来町                        | 平成17年3月1日 諫早市 | 諫早市 |
| 小川原浦村 長里村 井崎村               | 小長井村       | 小長井村              | 小長井村                    | 小長井村                                | 昭和41年11月1日 町制 小長井町 | 平成17年3月1日 諫早市 | 諫早市 |
| 古賀村                                 | 古賀村         | 古賀村                | 古賀村                      | 昭和30年2月11日 西彼杵郡 東長崎町の一部 | 昭和38年4月20日 長崎市に編入  |                       | 長崎市 |
| 戸石村                                 | 戸石村         | 戸石村                | 戸石村                      | 昭和30年2月11日 西彼杵郡 東長崎町の一部 | 昭和38年4月20日 長崎市に編入  |                       | 長崎市 |

## 行政
| 代 | 氏名       | 就任年月日                 | 退任年月                   | 備考         |
| -- | ---------- | -------------------------- | -------------------------- | ------------ |
| 1  | 早田快太   | 1878年（明治11年）11月     | 1883年（明治16年）6月      | 北高来郡発足 |
| 2  | 原田謙吾   | 1883年（明治16年）6月      | 1884年（明治17年）7月      |              |
| 3  | 山崎忍之助 | 1884年（明治17年）7月      | 1888年（明治21年）9月      |              |
| 4  | 原田謙吾   | 1888年（明治21年）12月13日 | 1890年（明治23年）11月25日 |              |
| 5  | 近藤豊兆   | 1890年（明治23年）11月25日 | 1896年（明治29年）5月15日  |              |
| 6  | 田中岩三郎 | 1896年（明治29年）5月15日  | 1898年（明治31年）4月30日  |              |
| 7  | 佐々木行義 | 1898年（明治31年）4月30日  | 1899年（明治32年）4月      |              |
| 8  | 小島和五郎 | 1899年（明治32年）4月21日  | 1905年（明治38年）4月14日  |              |
| 9  | 富永正喬   | 1905年（明治38年）4月14日  | 1910年（明治43年）5月10日  |              |
| 10 | 永野悦治郎 | 1910年（明治43年）5月10日  | 1912年（明治45年）3月      |              |
| 11 | 林廣吉     | 1912年（明治45年）3月16日  | 1915年（大正4年）1月25日   |              |
| 12 | 寺井武三郎 | 1915年（大正4年）1月25日   | 1923年（大正12年）4月2日   |              |
| 13 | 早水金二郎 | 1923年（大正12年）4月2日   | 1924年（大正13年）10月3日  |              |
| 14 | 杉村誠一   | 1924年（大正13年）10月3日  |                            |              |